# Carcarès-Sainte-Croix
Carcarès-Sainte-Croix (okzitanisch: Carcarèrs e Senta Crotz) ist eine französische Gemeinde mit 540 Einwohnern (Stand: 1. Januar 2022) im Département Landes in der Region Nouvelle-Aquitaine. Sie gehört zum Arrondissement Dax und zum Kanton Pays Morcenais Tarusate. 

## Geographie
Die Gemeinde Carcarès-Sainte-Croix liegt am Südrand der Landes de Gascogne, dem größten Waldgebiet Westeuropas, etwa 25 Kilometer nordöstlich von Dax und 25 Kilometer westlich von Mont-de-Marsan. Der Fluss Midouze begrenzt die Gemeinde im Norden. Umgeben wird Carcarès-Sainte-Croix von den Nachbargemeinden Carcen-Ponson im Westen und Norden, Saint-Yaguen im Norden und Nordosten, Meilhan im Osten sowie Tartas im Süden. Durch den Südosten der Gemeinde führt die autobahnartig ausgebaute Fernstraße D 824 von Dax nach Mont-de-Marsan mit einer Tank- und Rastanlage auf dem Gebiet von Carcarès-Sainte-Croix.

## Bevölkerungsentwicklung
| Jahr                       | 1962 | 1968 | 1975 | 1982 | 1990 | 1999 | 2006 | 2013 | 2021 |
| -------------------------- | ---- | ---- | ---- | ---- | ---- | ---- | ---- | ---- | ---- |
| Einwohner                  | 410  | 405  | 379  | 407  | 426  | 434  | 478  | 512  | 547  |
| Quellen: Cassini und INSEE |      |      |      |      |      |      |      |      |      |

## Sehenswürdigkeiten
- Kirche Sainte-Croix, Monument historique
- Kirche Saint-Laurent
- Schloss Malet

|  |  |